# Bahman Ghobadi

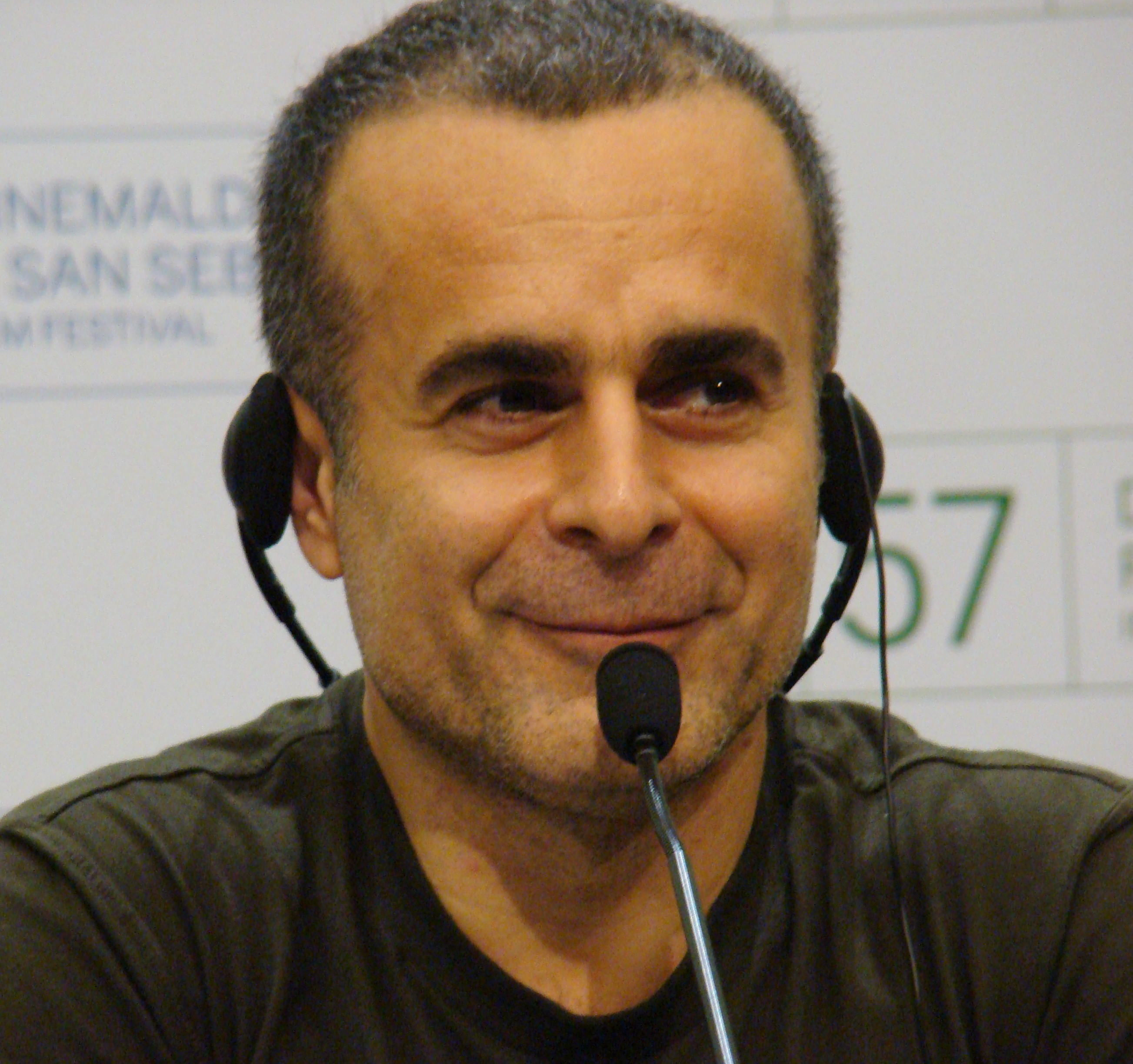
Ghobadi, San Sebastián, 2009

Bahman Ghobadi (* 1. Februar 1969 in Baneh, Kordestān, Iran; kurdisch Behmen Qubadî) ist ein kurdischer Drehbuchautor, Filmproduzent und Filmregisseur.

## Leben und Karriere
Bahman Ghobadi wurde 1968 im iranischen Kurdistan in der Stadt Baneh geboren, in welcher sein erster Spielfilm Zeit der trunkenen Pferde spielt. In seiner Kindheit, die vom Ersten Golfkrieg geprägt war, wurde seine Heimat mehrfach von der irakischen Luftwaffe bombardiert. Viele seiner Verwandten kamen dabei ums Leben.
Ghobadis Eltern trennten sich, als er elf Jahre alt war. Er musste arbeiten, um den Unterhalt seiner Familie sicherzustellen. Nach dem Mittelschulabschluss ging er zum Radio. 1988 schloss er sich in Sanandadsch einer Gruppe junger Filmliebhaber an, gemeinsam drehten sie die ersten Kurzfilme. 1993 zog er nach Teheran, um Filmemachen zu studieren.
Bahman Ghobadi machte auf dem iranischen College für Filmkunst seinen Bachelor. Nach einer kurzen Karriere als Fotograf begann er Kurzfilme auf 8-mm-Film zu drehen. Er gewann seine ersten Preise mit der Dokumentation Leben im Nebel. Ghobadi war Assistent des iranischen Regisseurs Abbas Kiarostami bei dessen Film Der Wind wird uns tragen. Sein erster Spielfilm war 1999 der kurdische Film Zeit der trunkenen Pferde, der auch der erste kurdische Film im Iran überhaupt war. 2000 spielte er in Samira Makhmalbafs Schwarze Tafeln einen der Wanderlehrer. Der im Irak spielende Film Verloren im Irak war sein zweiter Spielfilm.

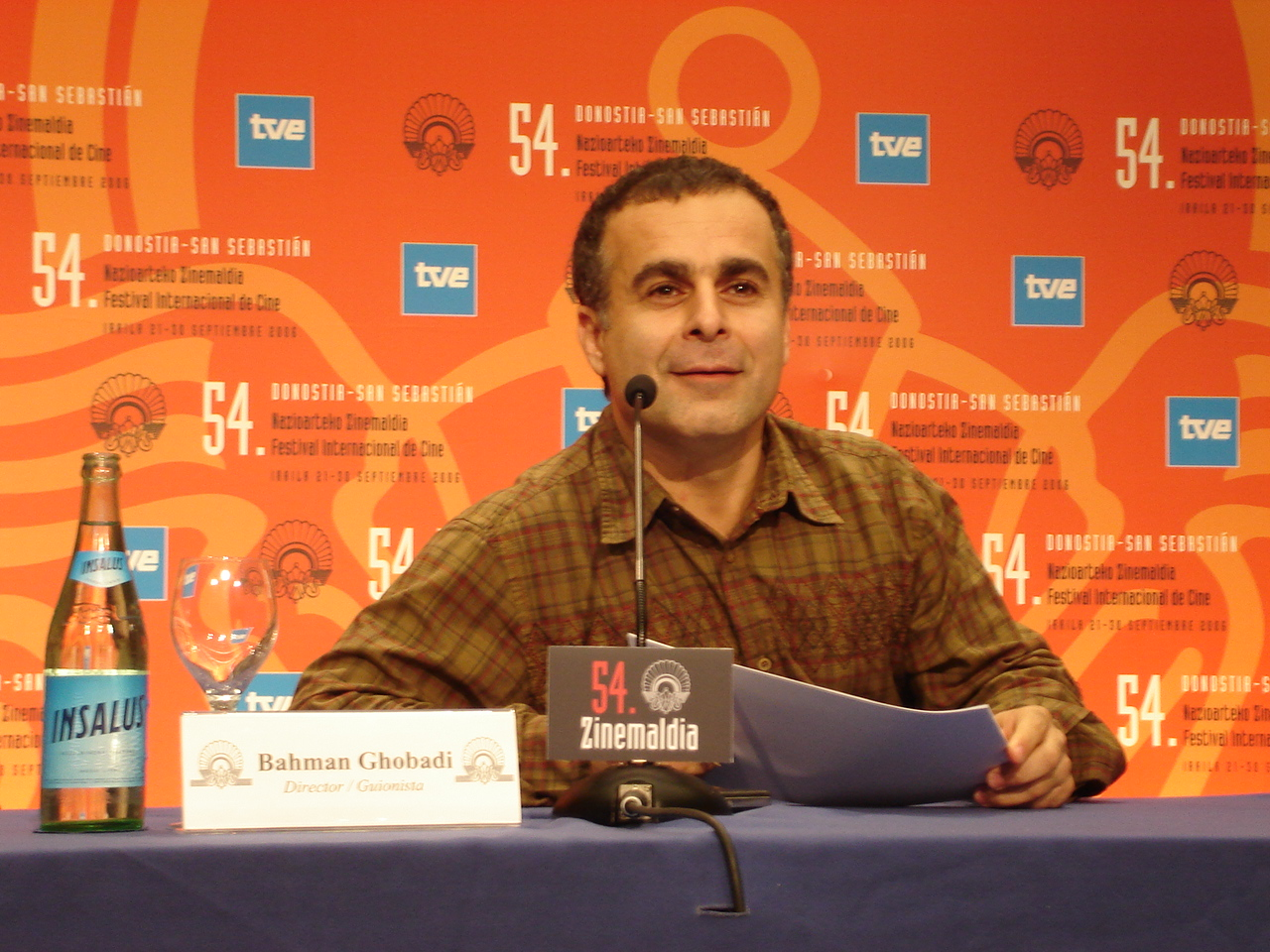
Bahman Ghobadi, 2006

2004 drehte er seinen nächsten kurdischen Film, Schildkröten können fliegen. Dieser handelt von kurdischen Kindern im Golfkrieg. Mit diesem Film gewann er die Goldene Muschel auf dem San Sebastián International Film Festival. Mit dem Film Halbmond gewann Ghobadi 2006 erneut die Goldene Muschel von San Sebastián und im April 2007 den Zuschauerpreis für den besten internationalen Film auf den Filmfestival in Istanbul.
2017 wurde er in die Academy of Motion Picture Arts and Sciences (AMPAS) aufgenommen, die alljährlich die Oscars vergibt. Außerdem war er Jurymitglied des bedeutenden Busan International Film Festival (BIFF) 2017.

## Filmografie (Auswahl)
- 1999: Leben im Nebel (Zendegi dar meh)
- 2000: Zeit der trunkenen Pferde (Zamani barayé masti asbha)
- 2002: Verloren im Irak (Gomgashtei dar Aragh)
- 2003: Daf
- 2004: Schildkröten können fliegen (Lakposhtha hâm parvaz mikonand)
- 2006: Half Moon (Niwe mung)
- 2009: Perserkatzen kennt doch keiner (Kasi az Gorbehaye Irani Khabar Nadareh)
- 2012: Rhino Season
- 2014: Mardan (Produzent)
- 2015: Life on the Border (Produzent)
- 2015: Flag without a Country